# 兵庫農政事務所
兵庫農政事務所（ひょうごのうせいじむしょ）は、農林水産省の地方支分部局である近畿農政局（京都市）の出先機関だった。
2011年9月1日施行の「農林水産省設置法の一部を改正する法律」によって廃止された。

## 組織
- 神戸地域センター（神戸市中央区海岸通 神戸地方合同庁舎内）
  - 管轄区域：神戸市、尼崎市、明石市、西宮市、洲本市、芦屋市、伊丹市、加古川市、西脇市、宝塚市、三木市、加東市、高砂市、川西市、小野市、三田市、加西市、篠山市、丹波市、南あわじ市、淡路市、川辺郡、多可郡、加古郡
- 姫路地域センター（姫路市三左衛門堀西の町）
  - 管轄区域：姫路市、相生市、赤穂市、宍粟市、たつの市、佐用郡、神崎郡、揖保郡、赤穂郡
- 豊岡地域センター（豊岡市加広町）
  - 管轄区域：豊岡市、養父市、朝来市、美方郡

## 管内事務所
- 加古川水系広域農業水利施設総合管理所（三木市志染町三津田）
  - 加古川水系広域農業水利施設総合管理所